# Air Transat
Air Transat è una compagnia aerea canadese con sede a Montreal, Quebec. Fondata nel 1986, è la terza compagnia aerea del paese, operando voli di linea e charter verso 60 destinazioni in 25 paesi. Air Transat è di proprietà e gestita da Transat A.T. Inc.

## Storia

### Primi anni (1986-1999)
François Legault fondò Air Transat con altri partner come Jean-Marc Eustache, Philippe Sureau, Lina de Cesare, Yvon Lecavalier e Pierre Ménard nel 1987, tuttavia, nel 1997 lasciò l'azienda senza preavviso in quanto era in disaccordo con i suoi soci. Il primo volo venne effettuato il 14 novembre 1987 sulla tratta Montréal-Acapulco. Sei anni dopo, Air Transat assunse la base di manutenzione e gli aerei della dismessa Nationair. Nel dicembre 1991 furono inaugurati i collegamenti regolari di linea.

### Espansione (2000-2018)
Il 13 settembre 2013, Air Transat ha stipulato un contratto di locazione stagionale con la compagnia aerea leisure di Air France-KLM, Transavia France, coprendo il noleggio di un massimo di nove Boeing 737-800 entro il 2019. L'accordo, che ha esteso un accordo sulla capacità invernale del 2010, prevedeva che Transavia France noleggiasse quattro 737-800 ad Air Transat durante l'inverno 2014, cinque nel 2016, sei nel 2017, sette nel 2018 e otto nel 2019.
Nel maggio 2017, Air Transat e Flair Airlines sono state accusate da CBC News di aver fuorviato clienti e autorità di regolamentazione sia in Canada che in Messico per aver commercializzato e venduto biglietti diretti tra Edmonton e Cancun. La CBC ha scoperto una lettera in cui le compagnie aeree ammettevano che avrebbero spesso deviato per uno scalo tecnico per fare rifornimento.

### Sviluppi recenti (2019-)

#### Vendita ad Air Canada
Il 16 maggio 2019, Transat AT (società proprietaria di Air Transat), ha annunciato di essere in trattativa esclusiva per essere acquistata da Air Canada. Quest'ultima ha successivamente fatto un'offerta a 13 dollari per azione mentre un'altra società, il gruppo Mach, ha proposto l'acquisto a 14 dollari. Il 27 giugno, la dirigenza di Transat AT ha accettato l'offerta interamente in contanti di Air Canada di 520 milioni di dollari e non ha commentato la proposta da 527,6 milioni del Gruppo Mach perché i colloqui con Air Canada erano ancora esclusivi. L'accordo ha richiesto l'approvazione di due terzi degli azionisti nonostante alcuni importanti investitori e alcuni analisti finanziari avevano dichiarato che l'offerta era inferiore al vero valore dell'azienda. Tuttavia, per la vendita di Transat AT sarebbe stata necessaria l'approvazione normativa e governativa benché la dichiarazione da parte di Air Canada che la compagnia aerea avrebbe mantenuto il proprio marchio.
A metà agosto del 2019, Air Canada ha aumentato l'offerta di quasi il 40% a 18 dollari per azione anziché i 13 dollari precedenti, valutando l'acquisizione a 720 milioni di dollari, per ottenere il sostegno di Letko Brosseau, il maggiore azionista di Transat AT con il 19% del società. Il 23 agosto, una maggioranza del 95% degli azionisti votanti di Air Transat ha approvato la proposta Air Canada a 18 dollari per azione, dopo che il tribunale amministrativo dei mercati finanziari del Québec aveva respinto l'offerta concorrente del Groupe Mach il 12 agosto.  La transazione proposta sarebbe dovuta essere valutata pubblicamente dal Transport Canada entro il 2 maggio 2020, prima della chiusura dell'acquisizione ma è stata poi posticipata.
L'accordo è stato rivisto al ribasso nell'ottobre 2020 a 5 dollari per azione, a causa delle difficoltà finanziarie derivate dalle restrizioni agli spostamenti, in relazione alla pandemia di COVID-19, per un totale di 180 milioni di dollari.
Tuttavia, Air Canada ha annullato il processo di acquisizione nell'aprile 2021, a seguito del mancato ottenimento dell'approvazione alla fusione da parte della Commissione europea. La società ha pagato una penale di 12,5 milioni di dollari a favore di Air Transat.

#### Pandemia di COVID-19
Il 23 luglio 2020, Air Transat ha annunciato che avrebbe ripreso i servizi a seguito di un'interruzione di 112 giorni indotta dalla pandemia di COVID-19. Nel gennaio 2021, mentre la pandemia continuava, Air Transat ha annunciato che avrebbe nuovamente sospeso le sue operazioni dal 29 gennaio al 30 aprile 2021.
Il sito di consumatori britannico MoneySavingExpert ha definito Air Transat una delle società di viaggi con le peggiori prestazioni per il rimborso dei passeggeri i cui voli sono stati cancellati. La Civil Aviation Authority (CAA) del Regno Unito, in un rapporto che esamina l'impatto del COVID-19 sul trattamento riservato ai passeggeri da e verso il Regno Unito durante la pandemia, ha rilevato che Air Transat era una delle compagnie aeree che non aveva fornito rimborsi in contanti ai passeggeri i cui voli erano stati cancellati, in violazione del Flight Compensation Regulation. Il regolamento richiede alle compagnie aeree di rimborsare i passeggeri i cui voli sono stati cancellati in qualsiasi circostanza, inclusa la pandemia di COVID-19; il rapporto rilevava anche che le indagini della CAA, durante la preparazione del rapporto, avevano portato Air Transat a garantire che tutti i pagamenti in contanti d'ora in poi sarebbero stati gestiti correttamente.

## Flotta

### Flotta attuale

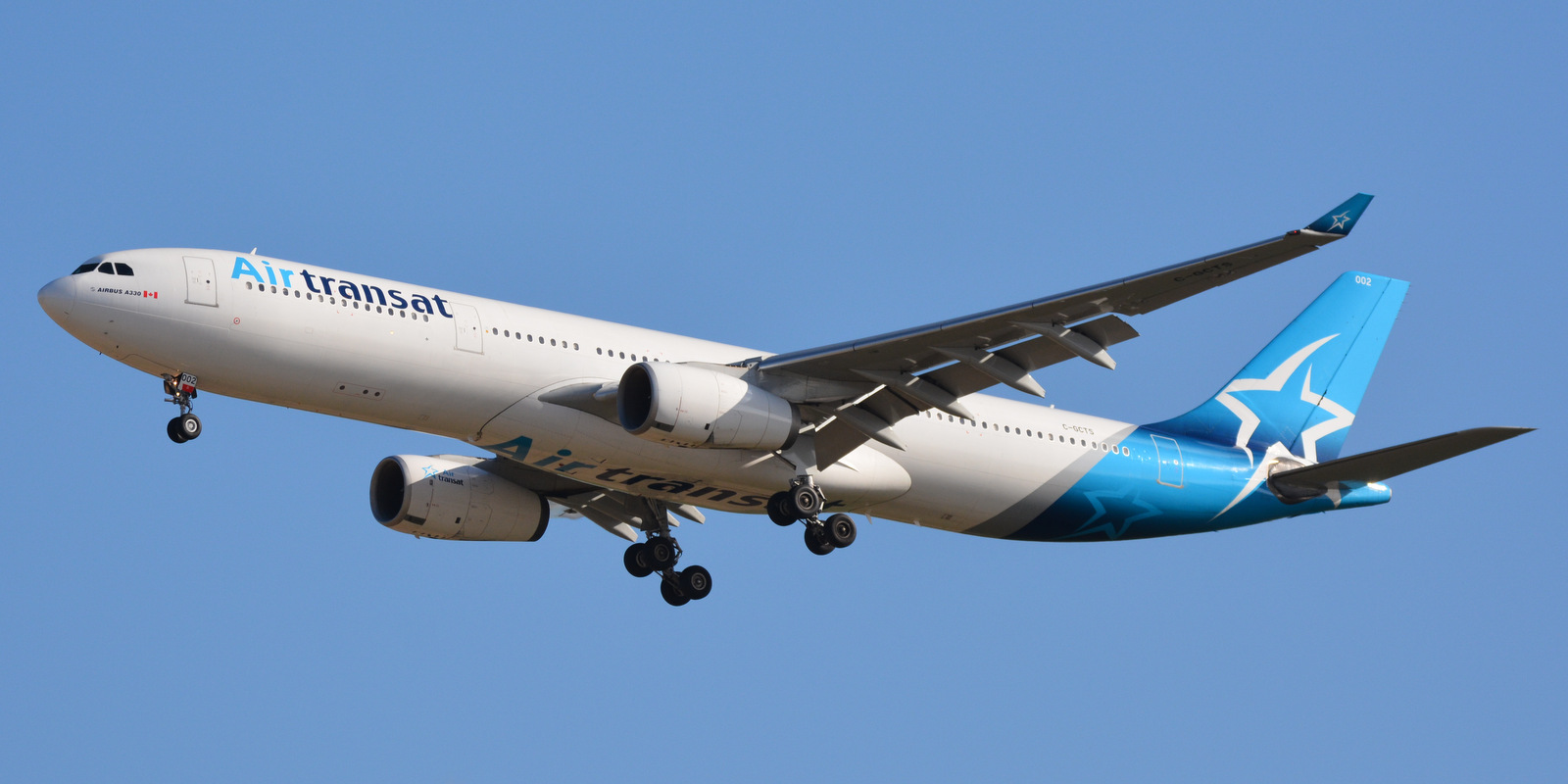
Un Airbus A330-300.

A settembre 2024 la flotta di Air Transat è così composta:

### Flotta storica

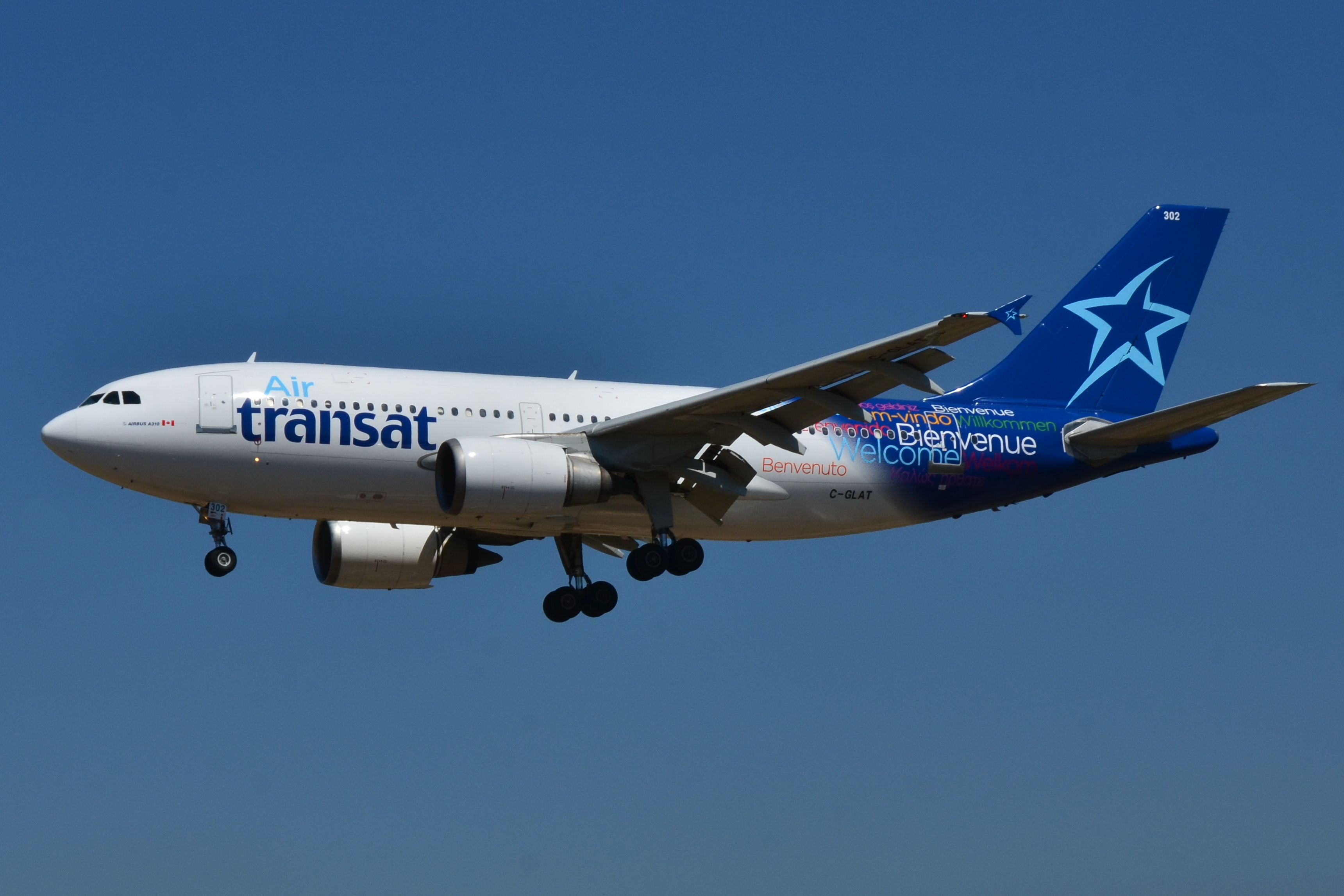
Un Airbus A310-300.

Air Transat operava in precedenza con i seguenti aeromobili:

## Incidenti
- Il 6 luglio 2001, il volo Air Transat 906, operato da un Lockheed L-1011 TriStar, è tornato all'aeroporto di Lione-Saint-Exupéry dopo aver incontrato una forte grandinata. L'aereo è riuscito ad atterrare, ma è stato ritirato dal servizio a causa dei gravi danni riportati. È ancora utilizzato oggi per l'addestramento di emergenza all'aeroporto di Lione.[16]
- Il 24 agosto 2001, il volo Air Transat 236, operato da un Airbus A330-200, in rotta da Toronto a Lisbona con 306 persone a bordo e pilotato dal comandante Robert Piche e dal primo ufficiale Dirk de Jager, ha effettuato un atterraggio di emergenza nelle Azzorre con i motori spenti a causa dell'esaurimento del carburante avvenuto sopra l'Oceano Atlantico. L'aereo è atterrato in sicurezza alla base aerea di Lajes, sull'isola di Terceira. L'aereo è stato evacuato in 90 secondi. Tutti i 306 passeggeri a bordo sono sopravvissuti. Un'indagine ha rivelato che la causa dell'incidente è stata una perdita di carburante nel motore numero due, causata da un componente difettoso installato nell'impianto idraulico dal personale di manutenzione di Air Transat. La parte non ha mantenuto uno spazio adeguato tra le linee idrauliche e la linea del carburante, facendo sì che le vibrazioni nelle linee idrauliche degradassero la linea del carburante e causassero la perdita. L'aereo coinvolto nell'incidente è stato riparato ed è rimasto in servizio con Air Transat fino a marzo 2020. L'incidente è passato alla storia come il volo e l'atterraggio senza motori più lungo di un aereo di linea commerciale.[17][18]
- Il 6 marzo 2005, il volo Air Transat 961 ha subito un cedimento strutturale a causa di cui il timone si è staccato in volo. L'equipaggio è stato in grado di riprendere il controllo dell'aereo a sufficienza per tornare in sicurezza a Varadero. L'indagine che è seguita ha stabilito che la procedura di ispezione del produttore per il timone non era adeguata. Le procedure di ispezione per le strutture composite sugli aerei di linea sono state modificate a causa di questo incidente.[19]
- Il 18 luglio 2016, il volo Air Transat 725, operato da un Airbus A310-300 in rotta da Glasgow a Toronto con 250 passeggeri a bordo, è stato bloccato durante la notte in seguito all'arresto dei piloti, il comandante Jean-François Perreault e Imran Zafar Syed, con l'accusa di trovarsi sotto l'influenza di alcol. Il volo alla fine partì con un nuovo equipaggio e arrivò a Toronto a mezzogiorno del giorno successivo. Entrambi i piloti sono stati prosciolti da tutte le accuse nell'aprile 2018.[20]